# Katerbowsche Badeanstalt
Die Katerbowsche Badeanstalt war eine Flussbadeanstalt an der Alten Elbe, einem Nebenarm der Elbe in Magdeburg.
Auf eine Initiative des Magdeburger Oberbürgermeisters August Wilhelm Francke war auf der Rotehorninsel, nördlich der Langen Brücke eine Flussbadeanstalt entstanden, die am 12. Juni 1826 eröffnet wurde. In Zusammenarbeit mit dem Militär unter Generalmajor Ernst von Pfuel war für 1.484 Taler und 14 Silbergroschen so eine der ersten städtischen Flussbadeanstalten in Deutschland der Öffentlichkeit übergeben worden.
War ursprünglich auch eine starke militärische Nutzung des Bades vorgesehen, trat dieser Zweck jedoch in den Hintergrund. Die Stadt Magdeburg bezuschusste den Betrieb des Bades aus städtischen Mitteln. Wegen finanzieller Schwierigkeiten nach der Eröffnung eines konkurrierenden Bades im Jahr 1845 und aufgrund ungünstiger Sommer plante man die Verlegung des Bades, auch mit dem sittlichen Argument eines besseren Blickschutzes für die Badegäste. Die Verlegung unterblieb jedoch und die Stadt entschied, stattdessen die Verpachtung bzw. den Verkauf des Bades zu betreiben.
1852 erwarben die als Bademeister tätigen Brüder Karl Katerbow und Gustav Adolf Katerbow die Badeanstalt für 1.000 Taler, benannten sie in Katerbowsche Badeanstalt um und modernisierten sie. Ab 1871 führte Gustav Adolf Katerbow alleine das Unternehmen. Das Bad gewann stark an Popularität. Im Jahr 1917, die Badeanstalt war zwischenzeitlich an Otto Katerbow und nach dessen Tod an seine Tochter übergegangen, wurde das Bad bei einem Hochwasser zerstört. Es erfolgte jedoch ein Wiederaufbau bei gleichzeitiger Modernisierung der Anlage. Neben einem 50-Meter-Becken und einem gesonderten Frauenbecken besaß die Badeanstalt eine eigene Gaststätte samt Spiegelsaal im Keller.
Im Zweiten Weltkrieg wurde die Anlage bei einem Luftangriff auf die benachbarte Lange Brücke (heutige Anna-Ebert-Brücke) zerstört. In den Resten der Anlage wurde ein notdürftiger Betrieb auch nach dem Zweiten Weltkrieg fortgesetzt. In den 1950er-Jahren verschlechterte sich allerdings die Wasserqualität der Elbe durch Industrieabwässer aus Bergbau, Zellstoff- und chemischer Industrie vom Oberlauf der Elbe her drastisch. In der Folge stellten sämtliche Flussbadeanstalten ihren Betrieb ein, so auch die Katerbowsche Badeanstalt.
Um 2000 begannen Diskussionen zur Wiedereinrichtung von Flussbadeanstalten. Einmal jährlich findet der Elbebadetag statt.
An die Existenz dieser Magdeburger Badeanstalt erinnert heute noch die Bezeichnung Badestraße.